# Aqüeducte de Dioclecià
L'Aqüeducte de Dioclecià (en croat: Dioklecijanov akvadukt) és un aqüeducte a la ciutat de Split a Croàcia construït per l'Imperi Romà per proveir d'aigua l'antic palau de l'emperador Dioclecià. És un dels aqüeductes més grossos i millor conservats de l'antiga Iugoslàvia, junt amb l'Aqüeducte de Bar, prop de Stari Bar, Montenegro, i l'Aqüeducte de Skopje, prop de Skopje, a Macedònia del Nord. L'aqüeducte tenia nou quilòmetres de llarg, des del riu Jadro fins al nord-oest del palau de Dioclecià i els pobles del voltant, amb un desnivell de 33 metres, en l'actualitat el centre de la ciutat de Split.
L'aqüeducte va ser construït al pas del segle iii al segle iv. Tenia una secció transversal de 0,75 mn × 1,60 m, cosa que permetia un cabal d'uns 1.500 litres d'aigua per segon (o 129.600 metres cúbics al dia) que fluïen a través de l'aqüeducte, que d'acord amb els estàndards d'avui serviria una ciutat de 173.000 habitants.
La part millor conservada d'aquesta obra essencialment subterrània està prop de Dujmovača (Solin) i comprèn vint-i-vuit arcs alts amb una altura màxima de 16,5 metres i una longitud de 180 metres travessant la vall seca.
L'aqüeducte de Dioclecià va ser destruït durant la invasió dels gots al mig del segle vi i no es va fer servir durant tretze segles després d'això. La primera reconstrucció de l'aqüeducte va tenir lloc durant el regnat de l'Àustria-Hongria (1877-1880). Va ser abandonat a partir del 1932 quan va ser construïda l'estació d'aigua Kopilica.
El 2008 van començar obres de restauració.